# ابتزاز

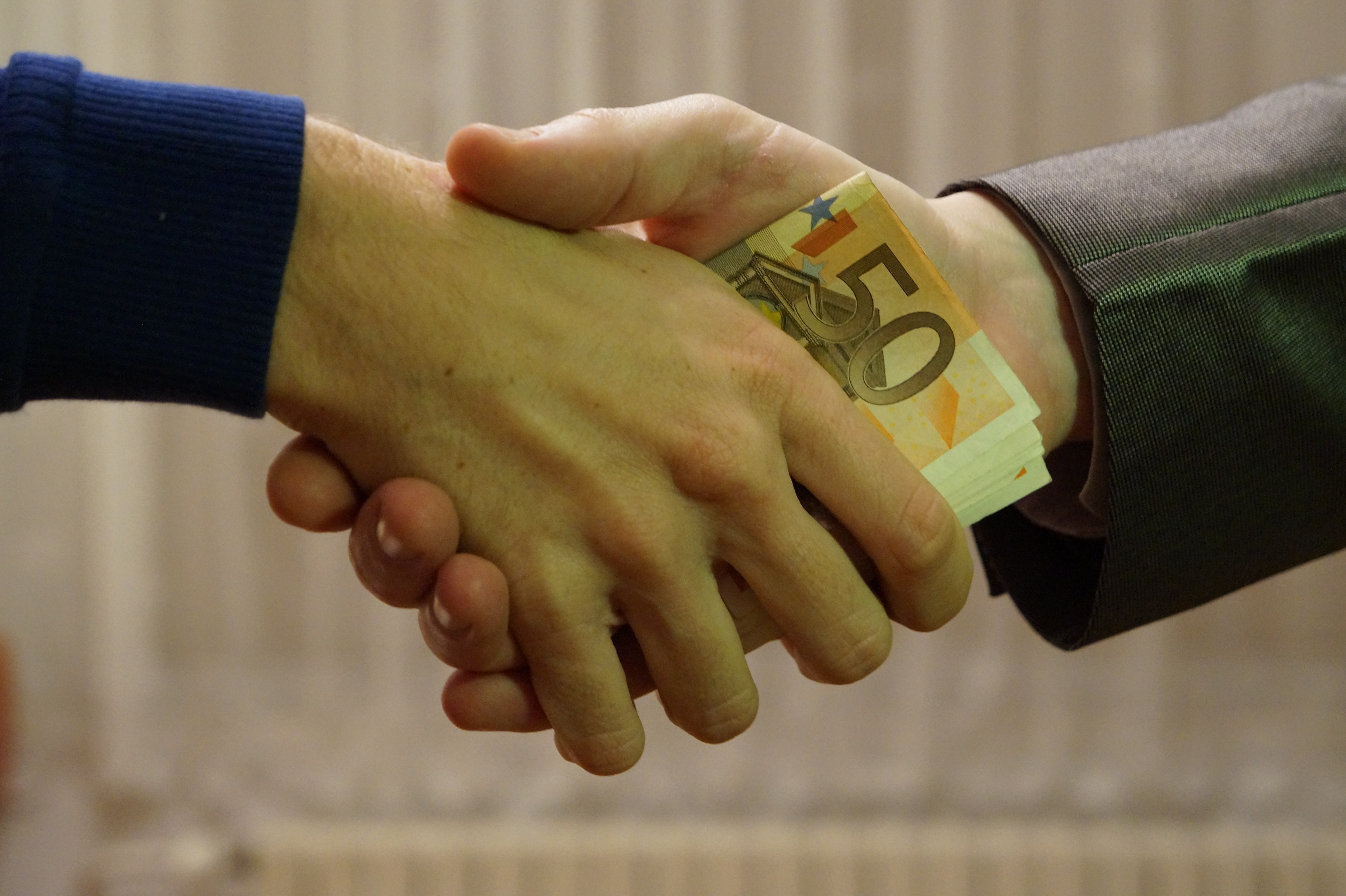

الابتزاز هو القيام بالتهديد بكشف معلومات معينة عن شخص، أو فعل شيء لتدمير الشخص المهدد، إن لم يقم الشخص المهدد بالاستجابة إلى بعض الطلبات. هذه المعلومات تكون عادة محرجة أو ذات طبيعة مدمرة اجتماعيًا. وهو بمعنى الاستبزاز فلا فارق بينهما.
بالمعنى العام، الابتزاز هو عرض طلب أن يتوقف الشخص المهدد من عمل شيء مسموح به عادة، لذا فهو يختلف عن التهديد extortion، الذي يحمل تهديدًا ينتهي بعمل غير قانوني أو عنف ضد الشخص إن لم يستجب للمطالب.
ويسمى المال المدفوع نتيجة الابتزاز رشوة إسكات وكان مصطلح ابتزاز أصلًا مقصورًا على جمع رسوم غير قانونية بوساطة موظف عام. ويعاقب على الابتزاز بالسجن، أو بالغرامة، أو بكلتيهما ويضاف في بعض البلدان الطرد من الوظيفة.